# Farringtonia
Farringtonia es un género monotípico de plantas fanerógamas pertenecientes a la familia Melastomataceae. Su única especie es: Farringtonia fasciculata Gleason.

## Taxonomía
El género fue descrito por Henry Allan Gleason  y publicado en Fieldiana, Botany 28: 426, en el año 1952.
Sinonimia
- Siphanthera fasciculata (Gleason) Almeda & O.R. Robinson